# Byasanagar
Byasanagar è una suddivisione dell'India, classificata come municipality, di 37.609 abitanti, situata nel distretto di Jajpur, nello stato federato dell'Orissa. In base al numero di abitanti la città rientra nella classe III (da 20.000 a 49.999 persone).

## Geografia fisica
La città è situata a 20° 54' 03 N e 86° 08' 06 E.

## Società

### Evoluzione demografica
Al censimento del 2001 la popolazione di Byasanagar assommava a 37.609 persone, delle quali 19.932 maschi e 17.677 femmine. I bambini di età inferiore o uguale ai sei anni assommavano a 4.268, dei quali 2.196 maschi e 2.072 femmine. Infine, coloro che erano in grado di saper almeno leggere e scrivere erano 27.328, dei quali 15.746 maschi e 11.582 femmine.